# Notation scientifique
Pour les articles homonymes, voir Notation.
 (août 2025).
Si vous disposez d'ouvrages ou d'articles de référence ou si vous connaissez des sites web de qualité traitant du thème abordé ici, merci de compléter l'article en donnant les références utiles à sa vérifiabilité et en les liant à la section « Notes et références ».

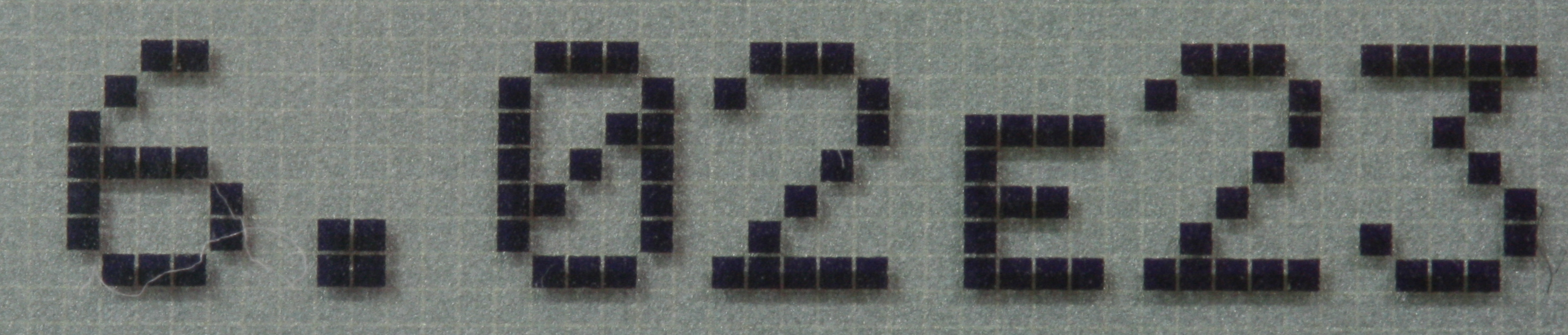
Approximation du nombre d'Avogadro en notation scientifique avec la variante E.

La notation scientifique est une façon de représenter les nombres décimaux. Elle consiste à exprimer le nombre sous la forme {\displaystyle \pm a\times 10^{n}}, où {\displaystyle \pm } est appelé signe, a est un nombre décimal de l'intervalle [1 ; 10[ appelé mantisse (ou significande) et n est un entier relatif appelé exposant. Il n’y a donc qu’un seul chiffre (non nul) à gauche de la virgule, puis un nombre variable de décimales (chiffres après la virgule), lequel dépend de la précision. Ainsi, en toute rigueur, 0 ne peut pas être représenté dans cette notation.

## Exemples
- 123 400 000 s’écrit 1,234 × 108 en notation scientifique.
- 0,000123 s’écrit 1,23 × 10−4.
- 451 s’écrit 4,51 × 102.
- 92 384 s’écrit 9,238 4 × 104.

Cas particuliers :
- 0,007 s’écrit 7 × 10−3. Il n’y a pas de virgule.
- 2,54 s’écrit 2,54 × 100. Ne pas écrire 2,54 seul, cette écriture est l’écriture décimale.
- 68 s'écrit  6,8 × 101.

La notation scientifique permet de connaitre immédiatement l’ordre de grandeur du nombre puisque celui-ci correspond à la valeur de l’exposant si la valeur de la mantisse est strictement inférieure à 5 ou à la valeur de l'exposant plus une unité si la mantisse appartient à l'intervalle [5 ; 10[. Elle permet également de simplifier la multiplication et la division, en procédant aux produits des mantisses d’une part, et à la somme des exposants d’autre part.
Cette notation est très utile pour les quantités physiques dont les valeurs sont souvent encadrées avec une marge d’erreur. On se restreint souvent aux chiffres significatifs, par exemple, la notation scientifique 1,234 0 × 106 signifie que la valeur est comprise entre 1 233 950  et   1 234 050.
Enfin, ce système permet de s’affranchir des différences régionales comme le terme anglais billion, qui peut signifier « billion » ou « milliard ».

## Notation E
Il existe une variante plus compacte, utilisant la lettre e (pour « exposant »[réf. souhaitée]), en minuscule ou en majuscule : a e n, ou a E n, est équivalent à {\displaystyle a\times 10^{n}}.
Exemple : 5e-2 = 5 × 10−2 = 0,05
Ce type de notation est utilisé dans l'affichage du résultat dans certaines calculatrices. Toutefois son usage par écrit n'est pas fréquent et il peut porter à confusion, car la lettre e désigne aussi le nombre e.

## Généralisation
On peut généraliser la notation scientifique à d'autres bases que la base 10 en écrivant :  {\displaystyle \pm a\times b^{n}} où b est (généralement) un entier naturel et a est un nombre décimal de l'intervalle [1 ; b[, n un entier relatif.
Par exemple en base binaire, le nombre 9 (= 23 + 1) s'écrit 1001 (= 1000 + 1 =  23 + 1 = 1×23 + 0,001×23) ; en notation scientifique dans cette base il s'écrit donc : 1,001×23. La notation scientifique en base 2 se rapproche donc de l'écriture des nombres décimaux en virgule flottante.